# 7 Gold Puglia
7 Gold Puglia è un'emittente televisiva regionale che fa parte della syndication 7 Gold e irradia il proprio segnale in Puglia e Basilicata.

## Storia
7 Gold Puglia nasce dall'acquisizione da parte della società diretta da Giorgio Tacchino, Giorgio Galante e Luigi Ferretti dell'emittente locale Video Emme e dall'attivazione di alcuni canali su zone non coperte.